# 李函穆
李函穆（英語：Cheris Lee，1996年9月11日—），藝名：Cheris（韓語：체리스），曾用艺名为李车丽思，是新加坡女歌手、演員，以韓國女子组合GBB成员出道。目前活跃于新加坡，從2020年起在新傳媒各種節目亮相，如8頻道電視劇《大大的夢想》 。

## 生涯發展

### 出道前
函穆在新加坡出生和成长，15岁时到韩国旅游，在购物时被SM娱乐公司的星探发掘，问她有没有兴趣当歌手。但因为当时对韩国流行音乐没有太多认识，不知道SM是一家大公司，而且家人也不放心她一个人在外国发展，所以先没答应。之后朝向了韩国开始练习生生活。
在2017年，函穆在新加坡的电视网络局, 《下一站•爱》上第一次当上了女主角。

### 2018年: 出道背景，GBB
当了6到7年的练习生后，函穆在2018年5月1日，GBB正式以《Kemi》一曲正式出道，发行了第一个团体专辑，《Girls Be The Best》。

### 2020年－今: 加入新加坡演藝圈
函穆從2020年起在新加坡新傳媒各種節目亮相，如8頻道電視劇《大大的夢想》。

## 戲劇作品

### 電視劇
| 年份   | 電視台      | 劇名             | 角色   | 備註 |
| ------ | ----------- | ---------------- | ------ | ---- |
| 2017年 | 星和电信    | 下一站•爱        | Cheris | 主角 |
| 2021年 | 新傳媒8頻道 | 关键证人         | 樸喬恩 | 客串 |
| 2021年 | 新傳媒8頻道 | 大大的夢想       | 黎舒淇 | 配角 |
| 2022年 | 新傳媒8頻道 | 亲家、冤家做头家 | Serene | 客串 |
| 2022年 | 新傳媒8頻道 | 黑天使           | Apple  | 客串 |

### 综艺节目
| 年份   | 播出頻道    | 节目名     | 備註 |
| ------ | ----------- | ---------- | ---- |
| 2018年 | 新傳媒U頻道 | 离家。出走 | 自己 |
| 2020年 | 新傳媒8頻道 | 眾裡尋一   | 自己 |

## 外部連結
- Cheris(李函穆)的Instagram帳戶
- Cheris(李函穆)的新浪微博